# عماد عبد الله
عماد عبد الله ممثل بحريني شارك في العديد من الأعمال التلفازية، عمل مذيعًا في دائرة التلفزيون وبعدها انتقل مذيعًا في الإذاعة وهو حاليا يقدم برامج يومية في إذاعة البحرين.

## أعماله

### المسلسلات التلفزيونية
- 2014 ￼أهل الدار
- 2002 السديم
- 2001 أحلام رمادية
- 2000 نيران
- 1997 ابواب
- 1997 بحر الحكايات

### المسلسلات إذاعية
- 2021 منشن
- Wrongside 2017
- 2016 جزر الأمادوس
- 2003 ملاذ الطير

### المسرحيات
- 1991 سوق المقاصيص